# Curtobacterium
Genre
Curtobacterium est un genre d'Actinomycetes de la famille des Microbacteriaceae.
Ce genre regroupe une dizaine d'espèces dont plusieurs sont des bactéries phytopathogènes. L'espèce type est Curtobacterium citreum.

## Liste d'espèces
Selon Catalogue of Life (14 août 2014) :
- Curtobacterium albidum
- Curtobacterium citreum
- Curtobacterium flaccumfaciens
- Curtobacterium herbarum
- Curtobacterium luteum
- Curtobacterium plantarum
- Curtobacterium pusillum
- Curtobacterium saperdae
- Curtobacterium testaceum

## Liste des espèces et non-classés
Selon NCBI (14 août 2014) :
- Curtobacterium albidum
- Curtobacterium ammoniigenes
  - non-classé Curtobacterium ammoniigenes NBRC 101786
- Curtobacterium b145
- Curtobacterium b163
- Curtobacterium b171
- Curtobacterium C135-PCA-T3P21
- Curtobacterium citreum
- Curtobacterium fangii
- Curtobacterium flaccumfaciens
  - non-classé Curtobacterium flaccumfaciens pv. basellae
  - non-classé Curtobacterium flaccumfaciens pv. betae
  - non-classé Curtobacterium flaccumfaciens pv. beticola
  - non-classé Curtobacterium flaccumfaciens pv. flaccumfaciens
  - non-classé Curtobacterium flaccumfaciens pv. oortii
  - non-classé Curtobacterium flaccumfaciens pv. poinsettiae
  - non-classé Curtobacterium flaccumfaciens UCD-AKU
- Curtobacterium herbarum
- Curtobacterium luteum
- Curtobacterium MG-2011-127-EX
- Curtobacterium MG-2011-128-FN
- Curtobacterium MG-2011-13-CA
- Curtobacterium MG-2011-144-FD
- Curtobacterium MG-2011-145-ES
- Curtobacterium MG-2011-24-BE
- Curtobacterium MG-2011-27-AM
- Curtobacterium MG-2011-28-BR
- Curtobacterium MG-2011-31-BS
- Curtobacterium MG-2011-34-BB
- Curtobacterium MG-2011-35-CO
- Curtobacterium MG-2011-5-AR
- Curtobacterium MG-2011-52-BK
- Curtobacterium MG-2011-58-EM
- Curtobacterium MG-2011-63-DB
- Curtobacterium MG-2011-8-BQ
- Curtobacterium MG-2011-82-GU
- Curtobacterium MG-2011-84-GV
- Curtobacterium MG-2011-88-HC
- Curtobacterium oceanosedimentum
- Curtobacterium plantarum
- Curtobacterium pusillum

Selon World Register of Marine Species (14 août 2014) :
- Curtobacterium oceanosedimentum Carty & Litchfield, 1978